# Дагестанский русский язык
Дагестанский русский — региональная разновидность русского языка, на котором говорят народы Дагестана. Для него характерно сильное влияние местных национальных языков, в основном — нахско-дагестанской и тюркской языковых семей, и даже арабского языка. Считается низкопрестижным региолектом, в основном используется в неформальных сферах.

## Характеристики
Термин «дагестанский русский язык» является общим для широкой группы местных языковых разновидностей русского языка (зачастую частично креолизованных), а не единого диалекта с легко идентифицируемыми и описываемыми чертами. Степень отличия от литературного русского языка варьируется у разных носителей дагестанского региолекта в зависимости от их возраста, образования, рода занятий, местонахождения и других социальных факторов. Большинство различий происходит из-за влияния языков местных народов, поэтому также имеет значение, на каком из местных языков говорит человек. Хотя русский язык является вторым для многих дагестанцев, а значит дагестанский региолект часто является неродным акцентом, на самом деле это не всегда так. В условиях быстрой урбанизации дагестанцы, родившиеся в этнически и лингвистически разнообразных городах от родителей, происходящих из более моноэтнических и одноязычных сельских районов, могут в качестве первого языка усвоить русский региолект с сильным влиянием местных языков, при этом не говоря на родных языках каждого из родителей.

### Лексика
Одной из наиболее распространённых черт дагестанских региолектов является частое использование конструкций-паразитов «жи е́сть» (искажённое «же есть»), «есть же» и их сокращенных форм «жие́сь» и «е́жжи». Они используются в качестве т.н. тематического показателя, отсутствующего в русском языке, но распространённого в местных языках (примерным аналогом является русское сленговое выражение «в натуре»). Например: «Вот так вот и зарезал барана, жи есть/жи есь!»). Эти выражения также считаются знаковыми для диалекта и часто используются в качестве маркера региональной идентичности (например, в Москве существует ресторан дагестанской кухни «Жи Есть»). Нередко носители дагестанского русского применяют частицу «же» там, где она с точки зрения литературного русского языка кажется неуместной. Помимо вышеупомянутых «жи есть» и «есть же», очень характерно частое повторение таких фраз, как «бывает же», «это же», «даже-даже» и т.п. Также характерно крайне частое употребление частицы «да», порой даже в утвердительных предложениях: «отойди, да» или «не паникуй, да». Из других слов-паразитов можно отметить такие, как «я те [≈тебе] говорю», «туда-сюда», «дара».
Обычно используемое в региолекте обращение — «вацок», т.е. «брат», являющееся заимствованием из аварского языка (уменьшительное — «вацуля»). Такое же значение имеет другое обращение — «уцы» (уменьшительное — «уцышка»), на этот раз заимствованное из даргинских языков (дарг. узи, произносится [удзы]). Также распространёнными обращениями являются собственно рус. брат и производные — «бра́тка», «брату́ха» и т. п. Из других сленговых выражений, употребляемых как и в просторечии за пределами Дагестана, как и в самом дагестанском региолекте — «краса́ва» — «хороший человек» (от «красавчик»). Обращениями, употребляемыми к людям обоего пола — «ле» и «йо», заимствования из аварского.
Возвращаясь к заимствованиям из местных дагестанских языков (а также персидского и арабского), в дагестанском региолекте присутствуют такие жаргонизмы и сленговые выражения, как «ахча» — «деньги», «сабур» — «терпение» (арабизм, отсюда — «сабур делать» — «успокаиваться»), «ях намус» — «совесть, честь, благородство» («намус» — арабизм, однако в арабском языке имеет значение «закон природы»), «захримар» — восклицание «хватит!» (от перс. змеиный яд‎); «посаламкаться» — «поприветствоваться» (от мусульманского приветствия «салам алейкум»), «хабар» — «разговор» (арабизм), «саул» — «спасибо» (тюркизм, отсюда уменьшительное «саулики», выражение «ай саул» — «то, что надо!»), «баркала» — аналогично (арабизм, отсюда уменьшительное «баркалики»), «чанда» — «абсурд» (заимствование из аварского), «стха» — «брат» (заимствование из лезгинского), «ягари» — «обрати(те) внимание» (заимствование из даргинских языков), «я руш» — «девушка» (заимствование из лезгинского) и т.д.
Также в дагестанском русском присутствует и употребление особых специфических выражений, порой даже сленговых, совершенно не характерных для остальных носителей русского языка, например фраза «что стало?» (в значении: «что случилось?»), «моросить» — «делать глупости», «наводить суету» — «создавать суматоху», «тормозить, оставить» — «успокоиться», «обиссовать» — «обижаться», «хавать систему» — «хорошо разбираться в чём-то» и так далее.

### Фонетика, синтаксис
Фонетические и фонологические отличия от литературного языка — обычное явление в дагестанском русском языке, примером чему может послужить вышеупомянутое «вацок». В отличие от стандартного русского, в аварском языке присутствует фонема [w] (звонкий лабиовелярный аппроксимант), которая также используется при употреблении данной лексемы в дагестанском русском — [уацок].
Другой общей чертой является необычное обращение с русскими возвратными глаголами. В большинстве языков коренных народов Дагестана такой глагольный признак отсутствует, вследствие чего многие дагестанцы, говорящие на русском, и не привыкшие к нему, с точки зрения владеющего литературной нормой русскоговорящего используют такие глаголы «неправильно». С одной стороны, возвратный суффикс «-ся» может быть опущен там, где это необходимо в стандартном русском языке: «Если я здесь родила, отец-мать арчинцы, представляешь, я арчинском языке первее говорила — как же я аварка, скажи?». С другой стороны, он может появиться там, где его обычно нет «Необразованные наши вот арчинки вот попадаются в больницу».